# Hoa hậu Hòa bình Thái Lan 2020
Hoa hậu Hòa bình Thái Lan 2020 (tiếng Anh: Miss Grand Thailand 2020, tiếng Thái: มิสแกรนด์ไทยแลนด์ 2020) là cuộc thi Hoa hậu Hòa bình Thái Lan lần thứ 8, diễn ra vào ngày 19 tháng 9 năm 2020 tại Show DC Hall ở Băng Cốc, Thái Lan. Hoa hậu Hòa bình Thái Lan 2019 là Arayha Suparurk đến từ Nakhon Phanom đã trao lại vương miệng cho Namfon Chantarapadit đến từ Ranong tại cuối sự kiện.
Các đại diện từ 70 tỉnh của Thái Lan sẽ tham gia dự thi, và người chiến thắng sẽ đại diện cho quốc gia tham dự tại Hoa hậu Hòa bình Quốc tế 2020.

## Bối cảnh

### Địa điểm và ngày
Cuộc thi Hoa hậu Hòa bình Thái Lan lần thứ 8 diễn ra vào ngày 19 tháng 9 năm 2020. Một buổi họp báo được tổ chức tại Khách sạn Novotel sân bay Suvarnabhumi Bangkok ở Samut Prakan vào ngày 31 tháng 8, công bố Chiang Mai sẽ tỉnh đăng cai vòng loại cho vòng thi trang phục áo tắm, và Trung tâm Hội chợ Triển lãm Quốc tế Bangkok tại Bangkok sẽ là địa điểm tổ chức vòng thi trang phục quốc gia, vòng loại, và lễ đăng quang cuối cùng.
| Địa điểm                                                    | Ngày       | Sự kiện                          | Địa điểm                                                            | Tham khảo |
| ----------------------------------------------------------- | ---------- | -------------------------------- | ------------------------------------------------------------------- | --------- |
| Arrival: Samut Prakan (31 tháng 8 – 4 tháng 9)              | 31 tháng 8 | Trình diễn thời trang Thái       | Khách sạn Novotel sân bay Suvarnabhumi Bangkok, Mueang Samut Prakan |           |
| Arrival: Samut Prakan (31 tháng 8 – 4 tháng 9)              | 4 tháng 9  | Cuộc thi Miss Grand Rising Star  | Khách sạn Novotel sân bay Suvarnabhumi Bangkok, Mueang Samut Prakan |           |
| Arrival: Samut Prakan (31 tháng 8 – 4 tháng 9)              | 4 tháng 9  | Cuộc thi Professional Salesman   | Khách sạn Novotel sân bay Suvarnabhumi Bangkok, Mueang Samut Prakan |           |
| Tỉnh đăng cai vòng loại: Chiang Mai (7 tháng 9 – 9 tháng 9) | 7 tháng 9  | Lanna Fashion Show               | Le Meridien Chiang Rai Resort, Chiang Mai                           |           |
| Tỉnh đăng cai vòng loại: Chiang Mai (7 tháng 9 – 9 tháng 9) | 8 tháng 9  | Cuộc thi Darling of the Host     | Le Meridien Chiang Rai Resort, Chiang Mai                           |           |
| Tỉnh đăng cai vòng loại: Chiang Mai (7 tháng 9 – 9 tháng 9) | 9 tháng 9  | Cuộc thi trang phục áo tắm       | Le Meridien Chiang Rai Resort, Chiang Mai                           |           |
| Địa điểm chung kết: Bangkok (16 tháng 9 – 19 tháng 9)       | 16 tháng 9 | Best in National Costume Contest | Trung tâm Hội chợ Triển lãm Quốc tế Bangkok, Bang Na                |           |
| Địa điểm chung kết: Bangkok (16 tháng 9 – 19 tháng 9)       | 17 tháng 9 | Trang phục dạ hội                | Trung tâm Hội chợ Triển lãm Quốc tế Bangkok, Bang Na                |           |
| Địa điểm chung kết: Bangkok (16 tháng 9 – 19 tháng 9)       | 17 tháng 9 | Vòng loại                        | Trung tâm Hội chợ Triển lãm Quốc tế Bangkok, Bang Na                |           |
| Địa điểm chung kết: Bangkok (16 tháng 9 – 19 tháng 9)       | 19 tháng 9 | Best Provincial Director         | Trung tâm Hội chợ Triển lãm Quốc tế Bangkok, Bang Na                |           |
| Địa điểm chung kết: Bangkok (16 tháng 9 – 19 tháng 9)       | 19 tháng 9 | Chung kết                        | Trung tâm Hội chợ Triển lãm Quốc tế Bangkok, Bang Na                |           |

## Cuộc thi

### Hoạt động trước cuộc thi

#### Trình diễn thời trang Thái
Buổi họp báo chào đón các thí sinh tham gia Hoa hậu Hòa bình Thái Lan 2020 (Welcome Ceremony Press Conference), được tổ chức vào ngày 31 tháng 8 năm 2020, tại Grand Ballroom, khách sạn Novotel sân bay Suvarnabhumi.
| Kết quả | Thí sinh |
| ------- | --- |
| Top 20  | - Bangkok - Chachoengsao - Chaiyaphum - Chiang Rai - Kalasin - Kamphaeng Phet - Kanchanaburi - Khon Kaen - Nakhon Nayok - Nakhon Ratchasima - Nakhon Si Thammarat - Nan - Phra Nakhon Si Ayutthaya - Phuket - Prachuap Khiri Khan - Ranong - Sisaket - Suphanburi - Ubon Ratchathani - Yasothon |

## Sự kiện chính

### Kết quả
Đánh dấu màu
| - Thí sinh chiến thắng tại giải Hoa hậu Quốc tế. - Thí sinh đoạt giải Á quân tại giải Hoa hậu Quốc tế. - Thí sinh lọt vào bán kết tại giải Hoa hậu Quốc tế. | - Thí sinh đoạt giải danh hiệu khác. - Thí sinh không tham gia Hoa hậu Quốc tế. - Thí sinh không có thứ hạng nhưng thắng giải đặc biệt tại cuộc thi. - Thí sinh không có thứ hạng. |

| Kết quả                                   | Thí sinh tham dự                                | Hoa hậu Quốc tế                    | Kết quả Quốc tế                                                                                |
| ----------------------------------------- | ----------------------------------------------- | ---------------------------------- | ---------------------------------------------------------------------------------------------- |
| Hoa hậu Hòa bình Thái Lan 2020            | - Ranong - Namfon Chantarapadit                 | Hoa hậu Hòa bình Quốc tế 2020      | Top 10 Trang phục quốc gia đẹp nhất                                                            |
| Hoa hậu Hòa bình Thái Lan 2021 (Bổ nhiệm) | - Pathum Thani - Indy Johnson                   | Hoa hậu Hòa bình Quốc tế 2021      | Không thứ hạng Trang phục dạ hội đẹp nhất                                                      |
| Á Hậu 1                                   | - Nakhon Si Thammarat - Patchaploy Rueandaluang | Miss Tourism International 2020/21 | Á Hậu 1 (Miss Tourism Queen of the year International 2020/21)                                 |
| Á Hậu 2                                   | - Chiang Rai - Juthamas Mekseree                | Miss Eco International 2021        | Top 10 Miss Eco Top Model Á Hậu 1 - Best in Resort Wear Á Hậu 2 - Trang phục quốc gia đẹp nhất |
| Á Hậu 2                                   | - Chiang Rai - Juthamas Mekseree                | Miss Tourism International 2021/22 | Không thứ hạng                                                                                 |
| Á Hậu 3                                   | - Mukdahan - Nutnicha Srithongsuk               | Miss Chinese World 2021            | Top 10 Miss Dreven Capital Congeniality                                                        |
| Á Hậu 3                                   | - Mukdahan - Nutnicha Srithongsuk               | Miss Intercontinental 2021         | Top 20                                                                                         |
| Top 10                                    | - Bangkok – Marima Suphatra Kliangprom          |                                    |                                                                                                |
| Top 10                                    | - Pattani – Naphatlada Dokphuang                |                                    |                                                                                                |
| Top 10                                    | - Phra Nakhon Si Ayutthaya – Aitsari Rodwises § |                                    |                                                                                                |
| Top 10                                    | - Ubon Ratchathani – Phring Chutiya Chearakul   |                                    |                                                                                                |
| Top 10                                    | - Uttaradit – Ploy Sisawan Sukeewat             |                                    |                                                                                                |
| Top 21                                    | - Chai Nat – Jenjira Chanta                     |                                    |                                                                                                |
| Top 21                                    | - Chaiyaphum – Charinee Kudpho                  |                                    |                                                                                                |
| Top 21                                    | - Chiang Mai – Dinsorsee Kernjinda              |                                    |                                                                                                |
| Top 21                                    | - Chonburi – Wanida Dokmai                      |                                    |                                                                                                |
| Top 21                                    | - Nakhon Phanom – Panida Kernjinda              |                                    |                                                                                                |
| Top 21                                    | - Nan – Warunchana Radomlek                     |                                    |                                                                                                |
| Top 21                                    | - Phitsanulok – Ying Sukanthachan Kao           |                                    |                                                                                                |
| Top 21                                    | - Phuket – Auranunpas Intarungsee               |                                    |                                                                                                |
| Top 21                                    | - Songkhla – Unchaya Petchmanee                 |                                    |                                                                                                |
| Top 21                                    | - Suphanburi – Suprang Mun Lee                  |                                    |                                                                                                |
| Top 21                                    | - Udon Thani – Supunnikar Jumrerncha            |                                    |                                                                                                |

§: Thí sinh chiến thắng tại giải Miss Popular Choice (bình chọn trực tuyến) sẽ được đi thẳng vào Top 10.

## Thí sinh tham gia

### Nhóm miền Bắc
| Tỉnh đại diện  | Tên                    | Tuổi | Chiều cao              |
| -------------- | ---------------------- | ---- | ---------------------- |
| Chiang Mai     | Dinsorsee Kernjinda    | 23   | 1,68 m (5 ft 6 in)     |
| Chiang Rai     | Juthamas Mekseree      | 24   | 1,71 m (5 ft 7+1⁄2 in) |
| Kamphaeng Phet | Venus Pannipa          | 25   | 1,76 m (5 ft 9+1⁄2 in) |
| Lampang        | Sakaoduan Imcha        | 21   | 1,75 m (5 ft 9 in)     |
| Lamphun        | Phatramon Yimthanom    | 24   | 1,70 m (5 ft 7 in)     |
| Mae Hong Son   | Kanyarat Saisawat      | 19   | 1,69 m (5 ft 6+1⁄2 in) |
| Nakhon Sawan   | Nuttawan Matchimwong   | 24   | 1,73 m (5 ft 8 in)     |
| Nan            | Warunchana Radomlek    | 24   | 1,75 m (5 ft 9 in)     |
| Phayao         | Thanarat Yangklan      | 22   | 1,73 m (5 ft 8 in)     |
| Phetchabun     | Suthida Ninpai         | 24   | 1,74 m (5 ft 8+1⁄2 in) |
| Phichit        | Tungoh Wilawan         | 22   | 1,76 m (5 ft 9+1⁄2 in) |
| Phitsanulok    | Ying Sukanthachan Kao  | 24   | 1,71 m (5 ft 7+1⁄2 in) |
| Phrae          | Saowalak Ruangparnpoon | 21   | 1,76 m (5 ft 9+1⁄2 in) |
| Sukhothai      | Suni Sunicha           | 25   | 1,73 m (5 ft 8 in)     |
| Tak            | Panida Sakhakham       | 24   | 1,73 m (5 ft 8 in)     |
| Uthai Thani    | Thipsuda Plienbomart   | 27   | 1,70 m (5 ft 7 in)     |
| Uttaradit      | Ploy Sisawan Sukeewat> | 24   | 1,75 m (5 ft 9 in)     |

### Nhóm miền Trung
| Tỉnh đại diện   | Tên                        | Tuổi | Chiều cao              |
| --------------- | -------------------------- | ---- | ---------------------- |
| Ang Thong       | Phromphon Thongon          | 23   | 1,70 m (5 ft 7 in)     |
| Ayutthaya       | Aitsari Rodwise            | 22   | 1,73 m (5 ft 8 in)     |
| Bangkok         | Marima Suphatra Kliangprom | 21   | 1,70 m (5 ft 7 in)     |
| Chachoengsao    | Pantira Tippayanont        | 26   | 1,68 m (5 ft 6 in)     |
| Chai Nat        | Jenjira Chanta             | 22   | 1,70 m (5 ft 7 in)     |
| Chanthaburi     | Manthaga Wongkham          | 27   | 1,68 m (5 ft 6 in)     |
| Chonburi        | Wanida Dokmai              | 24   | 1,70 m (5 ft 7 in)     |
| Lopburi         | Sawitree Fonthong          | 20   | 1,72 m (5 ft 7+1⁄2 in) |
| Nakhon Nayok    | Lalita Singsakul           | 22   | 1,70 m (5 ft 7 in)     |
| Nakhon Pathom   | Aunyaphat Pitiprachakvatch | 20   | 1,69 m (5 ft 6+1⁄2 in) |
| Nonthaburi      | Jittima Nicharam           | 21   | 1,68 m (5 ft 6 in)     |
| Pathum Thani    | Indy Johnson               | 23   | 1,75 m (5 ft 9 in)     |
| Prachinburi     | Nada Panrat Noppakorn      | 23   | 1,70 m (5 ft 7 in)     |
| Rayong          | Sandy Chananchida          | 24   | 1,68 m (5 ft 6 in)     |
| Samut Prakan    | Peerada Yodjai             | 22   | 1,75 m (5 ft 9 in)     |
| Samut Sakhon    | Pornchanok Srikaeo         | 24   | 1,70 m (5 ft 7 in)     |
| Samut Songkhram | Parichart Buahem           | 26   | 1,68 m (5 ft 6 in)     |
| Saraburi        | Kanokporn Fah              | 21   | 1,73 m (5 ft 8 in)     |
| Sa Kaeo         | Chonthicha Phosri          | 23   | 1,70 m (5 ft 7 in)     |
| Singburi        | Mednoon Warangsiri         | 21   | 1,73 m (5 ft 8 in)     |
| Suphanburi      | Suprang Mun Lee            | 24   | 1,72 m (5 ft 7+1⁄2 in) |
| Trat            | Kaimook Anusara            | 24   | 1,70 m (5 ft 7 in)     |

### Nhóm Đông Bắc (Isan)
| Tỉnh đại diện     | Tên                      | Tuổi | Chiều cao               |
| ----------------- | ------------------------ | ---- | ----------------------- |
| Amnat Charoen     | Thawanlak Tub Ngam       | 23   | 1,70 m (5 ft 7 in)      |
| Bueng Kan         | Suwatcharaporn Jeenkam   | 22   | 1,73 m (5 ft 8 in)      |
| Buriram           | Nattida Pungnum          | 25   | 1,70 m (5 ft 7 in)      |
| Chaiyaphum        | Charinee Kudpho          | 24   | 1,78 m (5 ft 10 in)     |
| Kalasin           | Aoyphat Suda Konya       | 25   | 1,72 m (5 ft 7+1⁄2 in)  |
| Khon Kaen         | Satang Sasipapha         | 21   | 1,73 m (5 ft 8 in)      |
| Loei              | Milk Natnicha            | 20   | 1,70 m (5 ft 7 in)      |
| Maha Sarakham     | Cherry Moraya Tonngam    | 26   | 1,71 m (5 ft 7+1⁄2 in)  |
| Mukdahan          | Nutnicha Srithongsuk     | 23   | 1,67 m (5 ft 5+1⁄2 in)  |
| Nakhon Phanom     | Panida Kernjinda         | 26   | 1,68 m (5 ft 6 in)      |
| Nakhon Ratchasima | Jang Papassara           | 20   | 1,72 m (5 ft 7+1⁄2 in)  |
| Nong Bua Lamphu   | Suni Sunicha             | 25   | 1,73 m (5 ft 8 in)      |
| Nong Khai         | Agie Kesarananthong      | 20   | 1,75 m (5 ft 9 in)      |
| Roi Et            | Athita Payak             | 21   | 1,70 m (5 ft 7 in)      |
| Sakon Nakhon      | Takky Paweeporn          | 24   | 1,69 m (5 ft 6+1⁄2 in)  |
| Sisaket           | Junthima Saiyot          | 21   | 1,79 m (5 ft 10+1⁄2 in) |
| Surin             | Janjira Meawmeaw         | 21   | 1,75 m (5 ft 9 in)      |
| Ubon Ratchathani  | Phring Chutiya Chearakul | 20   | 1,73 m (5 ft 8 in)      |
| Udon Thani        | Supunnikar Jumrernchai   | 20   | 1,73 m (5 ft 8 in)      |
| Yasothon          | Breeze Rinlapat          | 24   | 1,73 m (5 ft 8 in)      |

### Nhóm miền Nam
| Tỉnh đại diện       | Tên                                  | Tuổi | Chiều cao               |
| ------------------- | ------------------------------------ | ---- | ----------------------- |
| Chumphon            | Paonrat Pinmuang                     | 20   | 1,73 m (5 ft 8 in)      |
| Kanchanaburi        | Natrawee Chaiarasathid               | 20   | 1,70 m (5 ft 7 in)      |
| Krabi               | Janis Thansorn                       | 25   | 1,70 m (5 ft 7 in)      |
| Nakhon Si Thammarat | Patchaploy Rueandaluang              | 25   | 1,70 m (5 ft 7 in)      |
| Narathiwat          | Rosukon Chanya                       | 21   | 1,79 m (5 ft 10+1⁄2 in) |
| Pattani             | Naphatlada Dokphuang                 | 27   | 1,75 m (5 ft 9 in)      |
| Phang Nga           | Sasitorn Kasikun                     | 22   | 1,70 m (5 ft 7 in)      |
| Phatthalung         | Sunisa Iamsamang                     | 24   | 1,70 m (5 ft 7 in)      |
| Phetchaburi         | Miew Natthinon Ahingsaro             | 23   | 1,70 m (5 ft 7 in)      |
| Phuket              | Auranunpas Intarungsee               | 22   | 1,80 m (5 ft 11 in)     |
| Prachuap Khiri Khan | Kanyarat Theppiban                   | 26   | 1,73 m (5 ft 8 in)      |
| Ranong              | Namfon Chantarapadit                 | 22   | 1,70 m (5 ft 7 in)      |
| Ratchaburi          | Tiiya Kitiya                         | 27   | 1,75 m (5 ft 9 in)      |
| Satun               | Sirilak Siriphoch                    | 21   | 1,72 m (5 ft 7+1⁄2 in)  |
| Songkhla            | Unchaya Petchmanee                   | 24   | 1,73 m (5 ft 8 in)      |
| Surat Thani         | Similan Hemthanont                   | 21   | 1,73 m (5 ft 8 in)      |
| Trang               | Kaofang Yasumin Phassaweephongsakorn | 27   | 1,70 m (5 ft 7 in)      |
| Yala                | Achara Promsana                      | 23   | 1,74 m (5 ft 8+1⁄2 in)  |